# Paonias pavonina
Paonias pavonina är en fjärilsart som beskrevs av Charles Andreas Geyer 1837. Paonias pavonina ingår i släktet Paonias och familjen svärmare. Inga underarter finns listade i Catalogue of Life.

## Bildgalleri

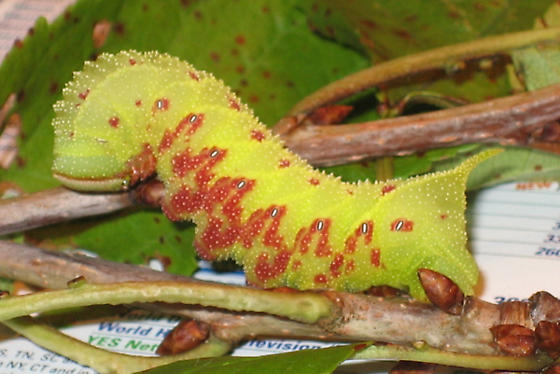
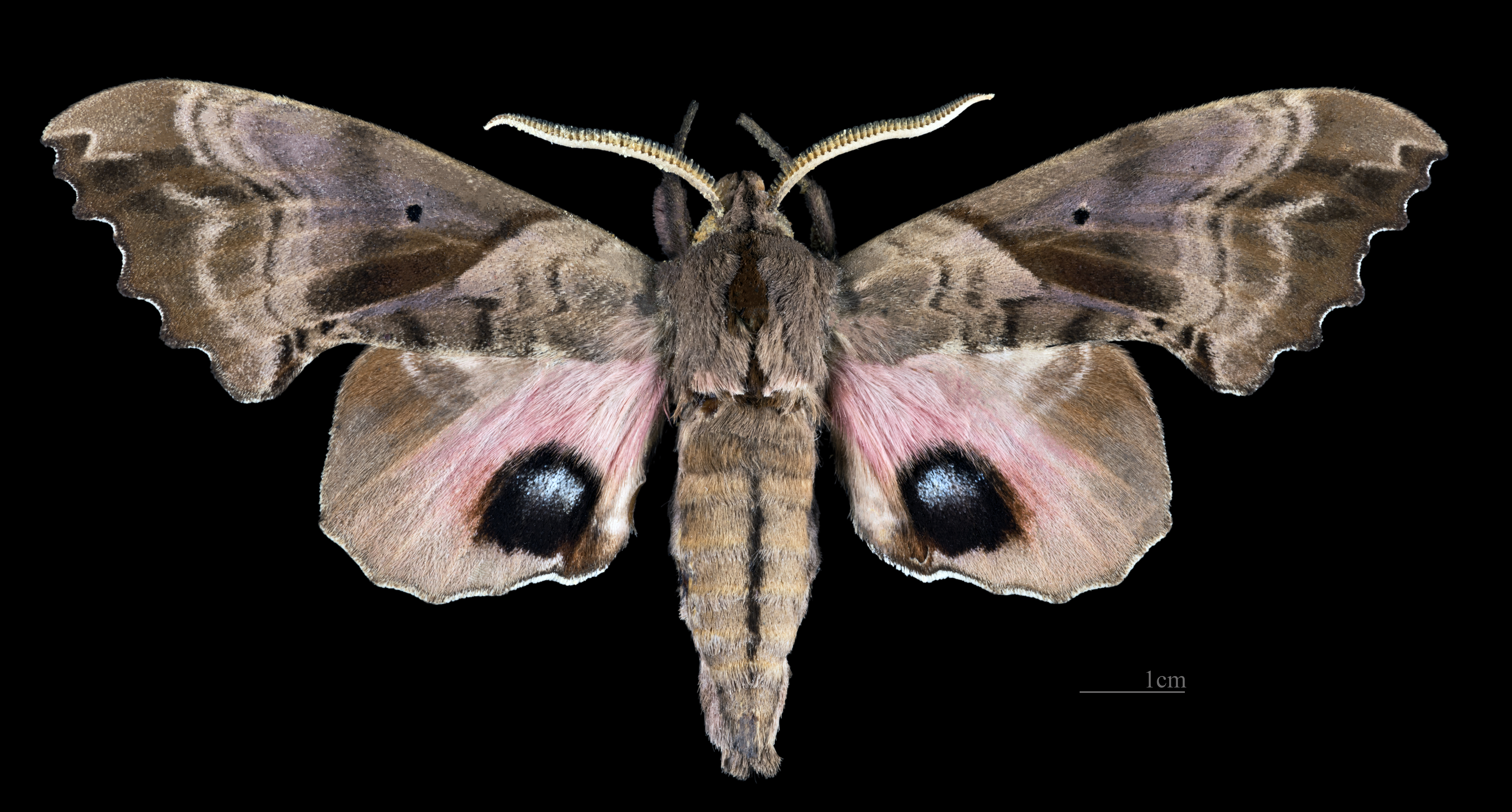
♂
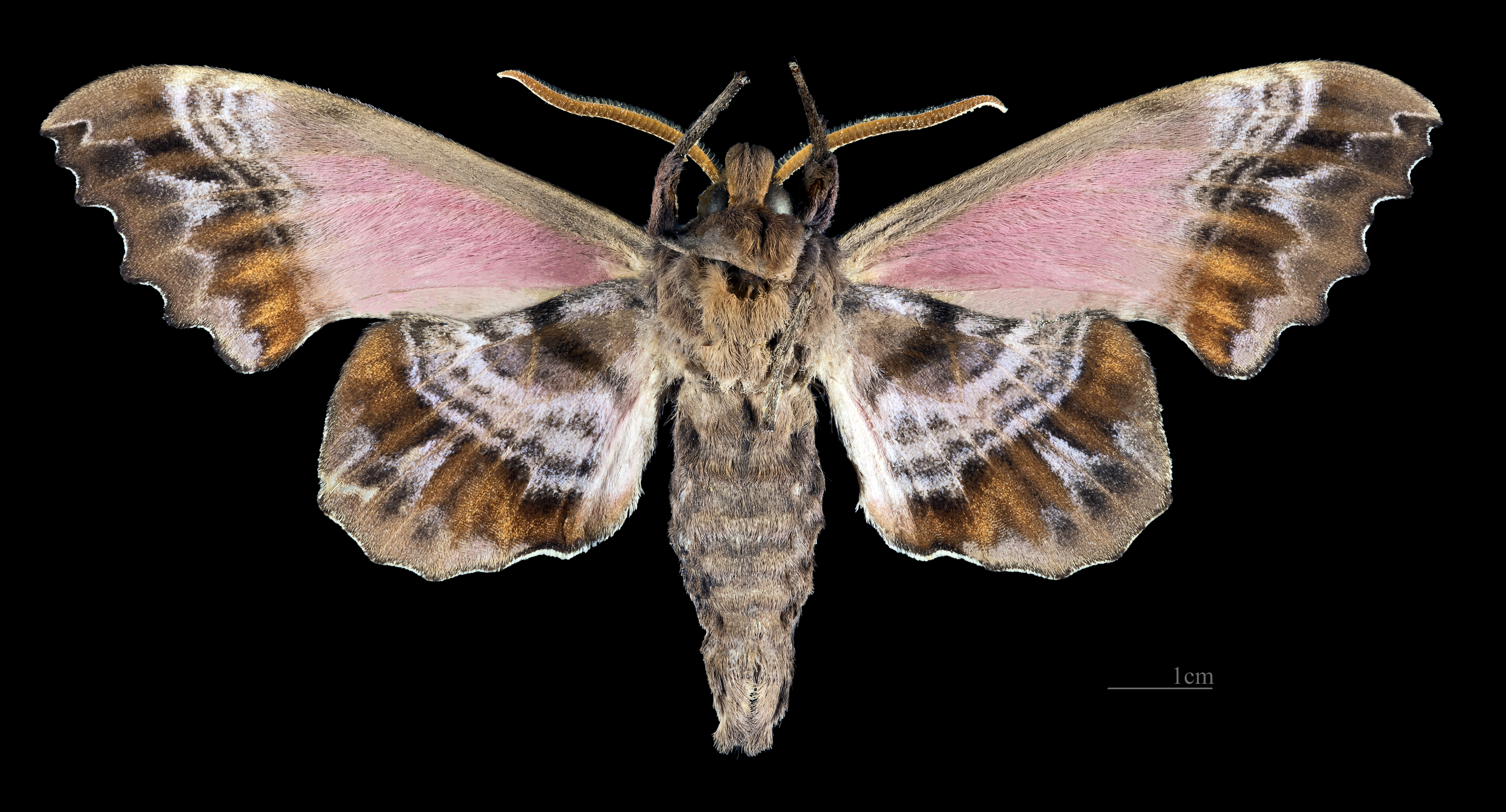
♂ △
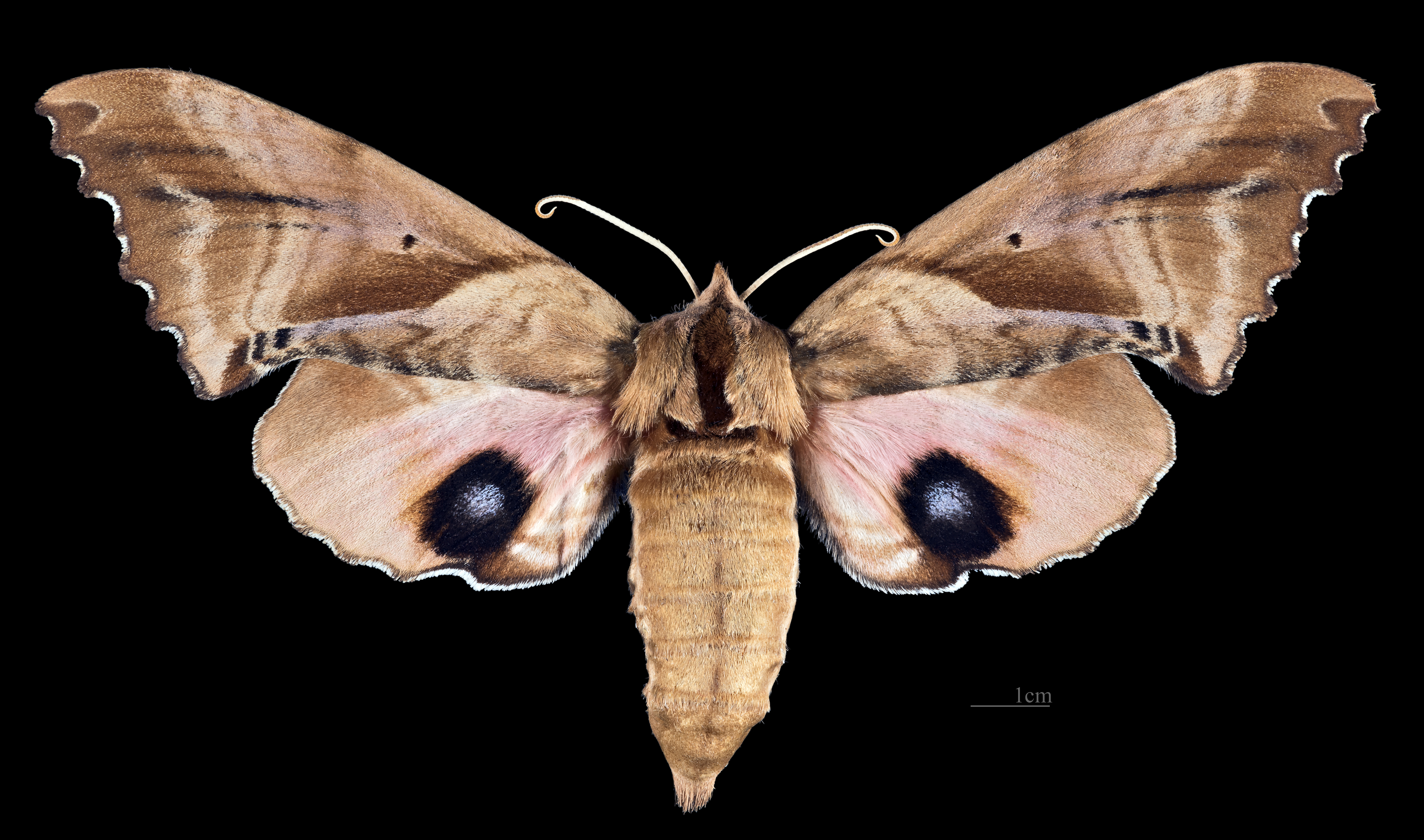
♀
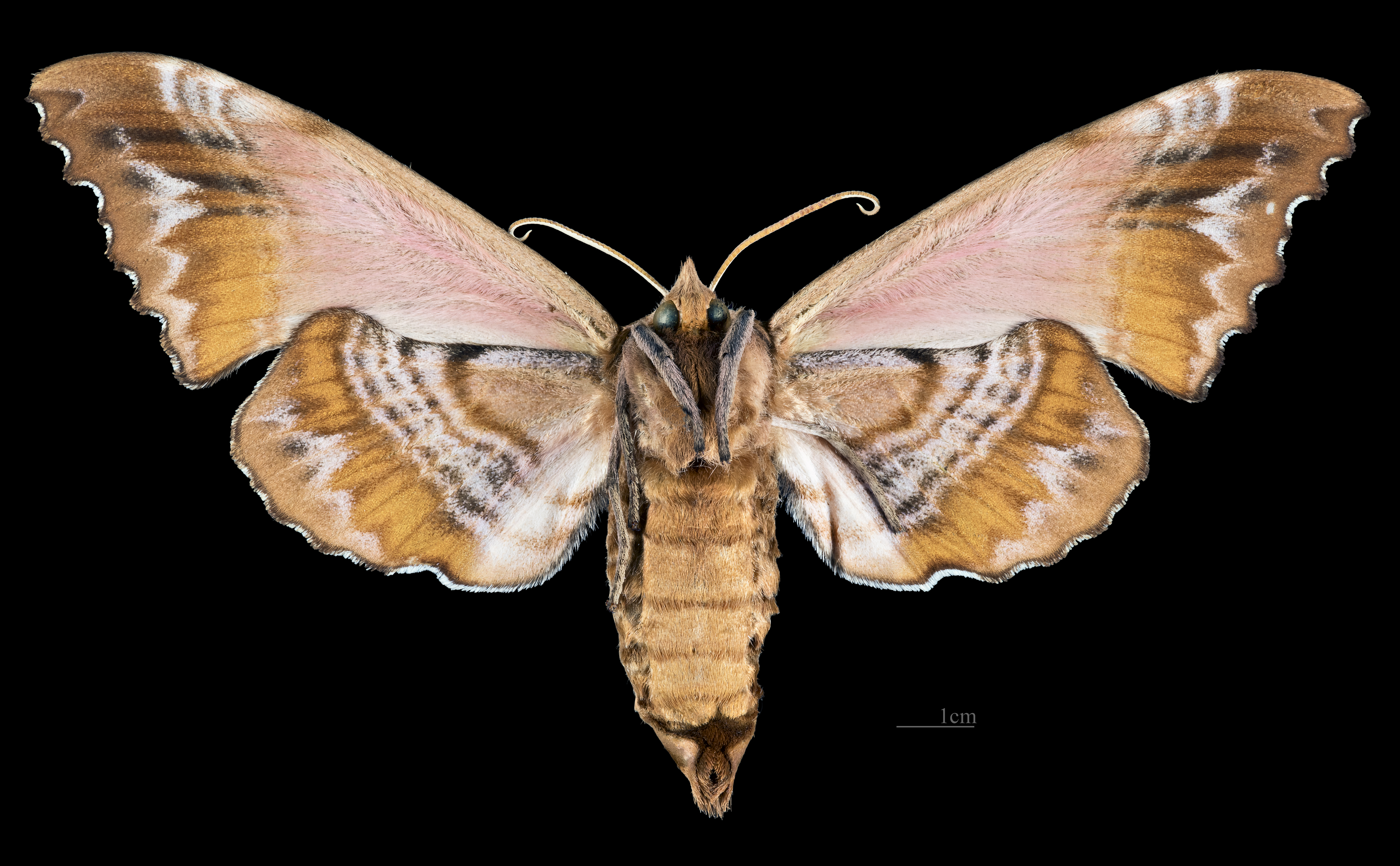
♀ △